# Melasina erethopa
Melasina erethopa är en fjärilsart som beskrevs av Edward Meyrick 1934. Melasina erethopa ingår i släktet Melasina och familjen säckspinnare. Inga underarter finns listade i Catalogue of Life.